# Yanzhuang (köping i Kina, lat 35,66, long 118,82)
Yanzhuang (kinesiska: 阎庄镇, 阎庄) är en köping i Kina. Den ligger i provinsen Shandong, i den östra delen av landet, omkring 200 kilometer sydost om provinshuvudstaden Jinan. Antalet invånare är 36041. Befolkningen består av 17 974 kvinnor och 18 067 män. Barn under 15 år utgör 16,0 %, vuxna 15-64 år 71 %, och äldre över 65 år 11,0 %.
Genomsnittlig årsnederbörd är 962 millimeter. Den regnigaste månaden är juli, med i genomsnitt 322 mm nederbörd, och den torraste är januari, med 6 mm nederbörd.